# Planococcus ficus
La cocciniglia farinosa della vite (Planococcus ficus Signoret, 1875) è un insetto fitomizo dell'ordine dei Rhynchota Homoptera Sternorrhyncha (superfamiglia Coccoidea, famiglia Pseudococcidae).

## Generalità
Questo Pseudococcide è diffuso nelle regioni centro-meridionali, in Sicilia e in Sardegna.
Negli ultimi anni è stata registrata un'elevata presenza di cocciniglie farinose del genere Planococcus (Ferris) e in particolare delle due specie: Planococcus citri (Risso) e Planococcus ficus (Signoret) che rappresentano un problema di rilevante interesse nei vigneti, soprattutto in Sicilia nei tendoni a uva da tavola coltivata in serra o in apprestamenti coperti con reti e teli di plastica per anticipare l'epoca di maturazione o posticipare quella di raccolta. Queste due specie di cocciniglie, pur avendo comportamento biologico simile, hanno diversa capacità di trasmettere virus  e di instaurare relazioni con gli antagonisti naturali. Perciò è importante identificarle in maniera rapida e inequivocabile, sia mediante osservazioni di campo sia utilizzando moderne tecniche di analisi molecolare, al fine di una corretta gestione dei programmi di lotta integrata nel vigneto.

## Descrizione
Le due specie di cocciniglie sono macroscopicamente indistinguibili: in entrambe il corpo della femmina ovale-allungato è ricoperto da una secrezione cerosa polverulenta e presenta ai margini 18 paia di corti raggi cerosi;  ma da un'attenta analisi si rileva che P. ficus presenta alcune microscopiche differenze: alla base delle precoxe sono presenti pori multiloculari, mentre mancano i dotti tubolari cefalici in corrispondenza del primo paio di cerari.

## Ciclo biologico
Nelle regioni meridionali il Planococcus ficus svolge almeno 4 generazioni all'anno; le femmine fecondate svernano nelle piccole depressioni della corteccia e in primavera iniziano la deposizione dei caratteristici ovisacchi contenenti alcune centinaia di uova giallastre. Al germogliamento, le neanidi si portano sulle foglie colonizzando soprattutto la pagina inferiore. Una seconda generazione ha luogo in luglio: gli stadi giovanili invadono progressivamente germogli e grappoli insediandosi sul rachide di questi. Verso la fine di agosto si sviluppa una terza generazione a cui sono dovuti i danni maggiori. In autunno, generalmente dopo la vendemmia, le popolazioni della cocciniglia si portano sotto il ritidoma per svernare. In caso di andamento climatico favorevole si ha sviluppo di popolazioni sulle foglie in tardo autunno.
Le pullulazioni delle cocciniglie farinose sono influenzate: 
- da fattori microclimatici: poca luce, scarsa aerazione, elevata umidità;
- dalla tecnica colturale: concimazioni azotate elevate, fitta vegetazione;
- dalla pressione esercitata dagli agrofarmaci sulle popolazioni dei loro antagonisti naturali.

## Danni
Oltre ai danni diretti dovuti alla suzione della linfa dalla pianta ospite, la cocciniglia farinosa risulta particolarmente dannosa per l'elevata produzione di melata nonché lo sviluppo di fumaggini che riducono di molto il potenziale fotosintetico delle piante e che, nei casi più gravi, danno luogo a una caduta anticipata delle foglie. Particolarmente danneggiata può risultare la produzione di uva da tavola. Particolare importanza, tra i danni indiretti, assume la trasmissione di virus. Tale trasmissione è stata accertata per entrambe le specie nel caso del virus GLRaV-3  dell'accartocciamento fogliare e del virus GVA delle scanalature di Kober 5BB e, soltanto per Planococcus ficus, del virus GWB della suberosità corticale.

## Difesa

### Lotta agronomica
La lotta agronomica sulla vite consiste in alcune pratiche di tecnica colturale che permettono di ostacolare le infestazioni come:
- razionali potature: al fine di favorire la circolazione della luce e dell'aria e rendere più facile e agevole la lotta antiparassitaria;
- concimazioni equilibrate al fine di evitare gli eccessi vegetativi.

### Lotta chimica
Generalmente il controllo chimico viene effettuato in corrispondenza del risveglio vegetativo e quindi della fuoriuscita delle neanidi dai siti di svernamento, utilizzando olio bianco attivato o polisolfuri di calcio o di bario; meglio se il trattamento è preceduto dalla rimozione del ritidoma.
In alternativa, si può intervenire con fosforganici (chlorpyriphos methyl) o con buprofezin verso la metà di maggio, in occasione della colonizzazione dei germogli, oppure all'inizio di luglio quando le cocciniglie sono in procinto di spostarsi verso i grappoli. 
Gli interventi vanno effettuati con lance che permettono di creare un getto a spillo che, oltre ad assicurare una soddisfacente bagnatura,  consente, nei casi in cui il fitofago si sia sistemato tra i frutti, di raggiungerlo ed eliminarlo.

### Lotta biologica
La lotta chimica spesso risulta inefficace, poiché le popolazioni delle cocciniglie,  insediandosi sotto il ritidoma, sulle foglie o all'interno del grappolo, vengono protette dagli organi stessi della pianta, oltre che dalla cera che ne ricopre il corpo. In tale contesto assume rilevanza il ruolo di contenimento biologico svolto dai predatori e, soprattutto da parassitoidi, tra i quali gli imenotteri encirtidi Leptomastix dactylopii(Howard) e Anagyrus pseudococci(Gyrault).